# Weinmannia tinctoria
Weinmannia tinctoria är en tvåhjärtbladig växtart som beskrevs av James Edward Smith. Weinmannia tinctoria ingår i släktet Weinmannia och familjen Cunoniaceae. Inga underarter finns listade i Catalogue of Life.